# Án lệ 09/2016/AL
Án lệ 09/2016/AL là án lệ công bố thứ 9 thuộc lĩnh vực kinh doanh thương mại của Tòa án nhân dân tối cao tại Việt Nam, được Hội đồng Thẩm phán Tòa án nhân dân tối cao thông qua, Chánh án Tối cao Nguyễn Hòa Bình ra quyết định công bố ngày 17 tháng 10 năm 2016, và có hiệu lực cho tòa án các cấp trong cả nước nghiên cứu, áp dụng trong xét xử từ ngày 1 tháng 12 năm 2016. Án lệ 08 dựa trên nguồn là Quyết định giám đốc thẩm số 07 ngày 15 tháng 3 năm 2013 của Hội đồng Thẩm phán Tòa án nhân dân tối cao về vụ án kinh doanh, thương mại tranh chấp hợp đồng mua bán hàng hóa, nội dung xoay quanh vi phạm hợp đồng; hoàn trả tiền ứng trước; tiền lãi do chậm thanh toán; lãi suất nợ quá hạn; lãi suất nợ quá hạn trung bình trên thị trường; phạt vi phạm; và bồi thường thiệt hại.
Trong vụ việc, nguyên đơn Việt Ý và bị đơn Kim khí Hưng Yên cùng hoạt động trong lĩnh vực công nghiệp vật liệu khoáng sản, mua bán hàng hóa là phôi thép công nghiệp. Bị đơn đã có những vi phạm trong quá trình giao hàng, đồng thời vấn đề tự phát trong nội bộ hãng, dẫn tới mâu thuẫn hợp đồng với nguyên đơn, tổn thất phải chịu trên thực tế. Vụ án với hàng loạt thủ tục phức tạp, lần lượt được xét xử sơ thẩm tại Tòa án nhân dân tỉnh Bắc Ninh, phúc thẩm tại Tòa Phúc thẩm tại Hà Nội, bị hủy bản án sơ thẩm liên tục, sơ thẩm lại ba lần, phúc thẩm ba lần trước khi đi đến kháng nghị cho giám đốc thẩm cuối cùng trong sáu năm. Trong thời kỳ này cũng là lúc mà Luật Thương mại được ban hành khi Việt Nam trở thành thành viên của Tổ chức Thương mại Thế giới (WTO), vụ án được chọn làm nguồn án lệ để xem xét tiền lãi cho chậm thanh toán tính theo trung bình thị trường và khung hạn chế của phạt vi phạm, bồi thường thiệt hại, loại bỏ lãi.

## Tóm lược vụ án
Công ty cổ phần Thép Việt Ý (gọi tắt: Việt Ý hay Bên mua) có trụ sở tại Khu công nghiệp Phố Nối A, xã Giai Phạm, huyện Yên Mỹ, tỉnh Hưng Yên cùng Công ty cổ phần Kim khí Hưng Yên (gọi tắt: Kim khí Hưng Yên hay Bên bán) có trụ sở tại xã Tân Lãng, huyện Lương Tài, tỉnh Bắc Ninh đa ký kết với nhau bốn hợp đồng về mua bán hàng hóa là mặt hàng phôi thép theo tiêu chuẩn quốc tế Liên bang Nga trong những năm 2006, 2007. Trong quá trình giao hàng, Kim khí Hưng Yên đã không giao đúng hạn, không giao đủ hàng trong một số trường hợp mặc dù Việt Ý đã chuyển khoản đầy đủ, khiến xung đột phát sinh vì tiến độ kinh doanh thương mại của Việt Ý chịu ảnh hưởng.
Trong nội bộ Kim khí Hưng Yên, là một công ty cổ phần, với người đại diện là Chủ tịch, Tổng giam đốc Lê Thị Ngọc Lan (gọi tắt: bà Lan), và chồng là Lê Văn Dũng (gọi tắt: ông Dũng) trên thực tế là cổ đông lớn nhất. Các Phó Tổng Giám đốc là Nguyễn Văn Tỉnh (gọi tắt: ông Tỉnh), Lê Văn Mạnh (gọi tắt: ông Mạnh) được ủy quyền để tiến hành đại diện cho công ty, tiến hành giao dịch dân sự. Những năm hoạt động hợp tác cùng Việt Ý, nội bộ Kim khí Hưng Yên xảy ra vấn đề vì mâu thuẫn dẫn tới chia tài sản hôn nhân giữa ông Dũng, bà Lan, cùng sự xuất hiện của người quản lý mới là Tổng giám đốc Nguyễn Thị Toàn (gọi tắt: bà Toàn). Không thể kéo dài tình hình, đồng thời không thể thương lượng cũng như hòa giải, Việt Ý đã khởi kiện, bắt đầu diễn biến vụ án với nguyên đơn Việt Ý, bị đơn Kim khí Hưng Yên cùng đương sự được cho là liên quan: Lê Văn Dũng, Lê Thị Ngọc Lan, Nguyễn Thị Toàn.

## Tranh tụng

### Nguyên đơn
Ngày 7 tháng 7 năm 2007, Việt Ý đã đệ đơn khởi kiện Kim khí Hưng Yên. Tòa án nhân dân tỉnh Bắc Ninh đã thụ lý vụ án và giải quyết tranh chấp. Tại đơn khởi kiện và các lời khai tiếp theo, nguyên đơn trình bày nội dung giao dịch dân sự mua bán hàng hóa và yêu cầu đối với bị đơn.

#### Hợp đồng mua bán

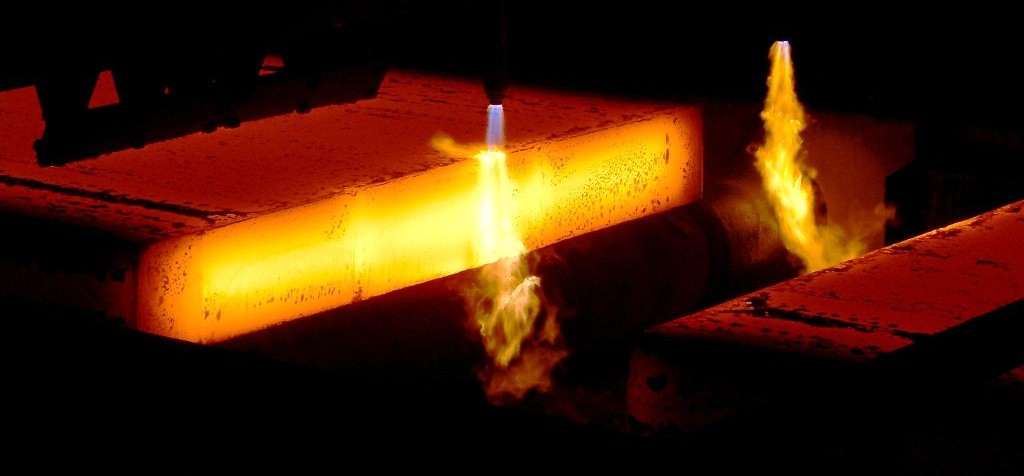
Ảnh minh họa về mặt hàng phôi thép.

Về các hợp đồng mua bán hàng hóa, nguyên đơn trình bày rằng: ngày 3 tháng 10 năm 2006, hai bên ký Hợp đồng kinh tế 03, do Phó Tổng Giám đốc Kim khí Hưng Yên Nguyễn Văn Tỉnh làm đại diện của Tổng Giám đốc ký kết. Theo hợp đồng này, Việt Ý mua hàng hóa là phôi thép đúc liên tục, hàng rời, theo tiêu chuẩn GOST 380-94 của Kim khí Hưng Yên với số lượng 3.000 tấn chênh lệch trên dưới 5%, đơn giá 6,750 triệu đồng/tấn; thời gian giao hàng từ 25 đến 31 tháng 10 năm 2006; tổng giá trị hợp đồng là 20,25 tỷ đồng. Hôm sau, Việt Ý đã chuyển toàn bộ số tiền 20,25 tỷ đồng cho bị đơn theo ủy nhiệm chi thông qua Vietcombank Hải Dương. Bị đơn cũng đã giao tổng số lượng hàng là 2.992,820 tấn phôi thép, còn thiếu 7,180 tấn tương ứng với số tiền 48,465 triệu đồng.
Ngày 20 tháng 12, hai bên ký tiếp Hợp đồng số 05. Đại diện cho bị đơn là Phó Tổng Giám đốc Lê Văn Mạnh. Theo hợp đồng này, Việt Ý mua 5.000 tấn phôi thép với tiêu chuẩn và chất lượng giống như Hợp đồng 03, đơn giá 7,29 triệu đồng/tấn, kể cả thuế VAT và cước phí vận chuyển. Tổng giá trị hợp đồng là 36,45 tỷ đồng; thời gian giao hàng từ ngày 18 đến 30 tháng 1 năm 2007; Việt Ý sẽ ứng trước 500 triệu đồng cho Kim khí Hưng Yên ngay sau khi ký hợp đồng; số tiền còn lại sẽ thanh toán theo hai đợt sau khi Việt Ý nhận hàng. Hợp đồng còn quy định nghĩa vụ của Kim khí Hưng Yên phải chịu phạt 2% giá trị hợp đồng nếu không giao hàng đúng chủng loại hoặc không giao hàng. Ngày 21 tháng 12 năm 2006, Việt Ý đã chuyển cho Kim khí Hưng Yên 500 triệu đồng tiền ứng trước, nhưng hợp đồng này bị đơn không thực hiện mà không có lý do.
Cùng ngày 20 tháng 12, Việt Ý cũng đã ký kết Hợp đồng 06 với Kim khí Hưng Yên do Lê Văn Mạnh ký để mua 3.000 tấn phôi thép, đơn giá 7,2 triệu đồng/tấn. Tổng giá trị hợp đồng là 21,6 tỷ đồng; thời gian giao hàng từ ngàv 05 đến ngày 15 tháng 1 năm 2007. Ngày 22 tháng 12 năm 2006, Việt Ý đã chuyển cho Kim khí Hưng Yên đủ 21,6 tỷ đồng theo ủy nhiệm chi tại Techcombank Chi nhánh Hưng Yên, nhưng bị đơn mới chuyển cho nguyên đơn 2.989,890 tấn phôi thép, còn thiếu 7,64 tấn, tương đương số tiền là 55,008 triệu đồng.
Ngày 1 tháng 2 năm 2007, hai bên ký Hợp đồng 01, do Lê Văn Mạnh đại diện, mua 5.000 tấn phôi thép, đơn giá 7,8 triệu đồng/tấn. Tổng giá trị hợp đồng là 39 tỷ đồng. Quá trình thực hiện hợp đồng, Việt Ý đã chuyển cho bị đơn 37,71 tỷ đồng và bị đơn đã chuyển cho nguyên đơn 3.906,390 tấn phôi thép, thành tiền là 30,46984 tỷ đồng. Số phôi thép bị đơn chưa trả là 928,25538 tấn, tương đương số tiền là 7.240.158.000 đồng.

#### Yêu cầu khởi kiện
Với những vấn đề này, Việt Ý đã nhiều lần gửi công văn đề nghị Kim khí Hưng Yên thực hiện hợp đồng nhưng bị đơn vẫn không thực hiện, buộc nguyên đơn phải mua phôi thép của nhà sản xuất khác để đảm bảo cho việc sản xuất và kinh doanh của công ty. Nguyên đơn lập luận rằng do bị đơn vi phạm các hợp đồng hai bên đã ký kết nên Việt Ý đã khởi kiện yêu cầu bị đơn có trách nhiệm thanh toán và bồi thường mọi thiệt hại do vi phạm nghĩa vụ giao hàng trong các Hợp đồng 03, 05, 06 và 01 tại thời điểm khởi kiện là 12.874.298.683 đồng, trong đó tiền hàng tương ứng với 1.777.020 kg phôi thép, tức 11.181.662.503 đồng; tiền phạt vi phạm là 1.316.490.480 đồng; tiền lãi quá hạn 376.145.700 đồng.
Ban đầu, nguyên đơn chỉ yêu cầu bồi thường hơn 12 tỷ, nhưng sau các phiên xét xử thời gian kéo dài và phức tạp, yêu cầu này có sự thay đổi lớn. Tại phiên tòa sơ thẩm lần thứ ba ngày 3 tháng 9 năm 2009, đại diện cho nguyên đơn yêu cầu bị đơn phải thanh toán cho Việt Ý tính đến thời điểm xét xử sơ thẩm ngày này là 28.145.956.647 đồng và buộc bị đơn phải xuất hóa đơn giá trị gia tăng cho Việt Ý tương đương với số lượng hàng đã giao ở Hợp đồng 06 là 21.544.992.000 đồng và Hợp đồng 01 là 30.469.842.000 đồng.

### Bị đơn
Tại các biên bản lấy lời khai, biên bản hòa giải, biên bản phiên tòa, đại diện bị đơn trình bày rằng: thời điểm Kim khí Hưng Yên ký kết các hợp đồng trên Việt Ý là thời kỳ Lê Thị Ngọc Lan vẫn là Tổng Giám đốc, Lê Văn Dũng là cố vấn kinh doanh. Ngày 22 tháng 3 năm 2007, bà Lan đã nhượng lại toàn bộ số cổ phần của mình ở công ty cho bà Nguyễn Thị Toàn và bà Toàn nhận chức vụ Quyền Tổng Giám đốc từ ngày 2 tháng 4 năm 2007. Trong bản thỏa thuận phân chia tài sản trong thời kỳ hôn nhân giữa vợ chồng ông Dũng và bà Lan cũng như bản cam kết về nợ của công ty, ông Dũng nhận sẽ có trách nhiệm trả tất cả các khoản nợ của Kim khí Hưng Yên được thiết lập từ trước ngày 1 tháng 4 năm 2007. Trong vụ án, Việt Ý kiện đòi bồi thường thiệt hại các Hợp đồng 03, 05, 06 và 01, bị đơn không đồng ý vì trách nhiệm trả nợ thuộc về ông Dũng, bà Lan và những người lãnh đạo, quản lý cũ của Kim khí Hưng Yên. Bị đơn trình bày rằng đang cố gắng làm việc chính thức với ông Dũng để ông Dũng trả trực tiếp cho bị đơn hoặc ông Dũng trả cho bị đơn để bị đơn trả cho nguyên đơn.
Bị đơn đề nghị Tòa án xem xét, đánh giá lại giá trị pháp lý của bốn bản hợp đồng nêu trên do ông Tỉnh, ông Mạnh nhân danh bị đơn ký với nguyên đơn ngay trong vụ án này và xem xét trách nhiệm của ông Dũng, ông Mạnh, ông Tỉnh, bà Lan đối với các khoản nợ mà bị đơn yêu cầu. Tại phiên tòa sơ thẩm lần thứ nhất, bị đơn về cơ bản thống nhất với số liệu thực hiện hợp đồng mà nguyên đơn đưa ra, còn về số liệu tài chính thì chưa công nhận vì chưa đối chiếu công nợ; về số tiền lãi của các hợp đồng thì yêu cầu cần phải tính lại. Riêng đối với Hợp đồng 05, phía bị đơn không đồng ý vì hai bên đã thỏa thuận hủy hợp đồng và chuyển 500 triệu đồng mà nguyên đơn đã ứng trước sang để thực hiện Hợp đồng 01, nên đối với Hợp đồng 05, bị đơn cho rằng không có vi phạm.

### Bên thứ ba

#### Người đứng tên
Lê Thị Ngọc Lan trình bày rằng: đầu năm 2004, vợ chồng bà mua lại cổ phần của Nguyễn Lương Tuấn và Nguyễn Văn Thành ở Kim khí Hưng Yên, lúc đó công ty đang trong thời kỳ xây dựng. Cũng chính từ đó, bà Lan trở thành Tổng Giám đốc kiêm Chủ tịch Hội đồng quản trị, còn chồng bà tức ông Dũng làm cố vấn kinh doanh. Do mâu thuẫn trong quan hệ vợ chồng, ngày 5 tháng 9 năm 2005, vợ chồng có làm bản thỏa thuận chia tài sản trong thời kỳ hôn nhân tại Văn phòng luật sư Hồng Hà (thuộc Đoàn Luật sư thành phố Hà Nội). Theo bản thỏa thuận này, bà Lan được sở hữu ngôi nhà số 250 phố Bà Triệu, quận Hai Bà Trưng, còn ông Dũng được sở hữu toàn bộ 48 tỷ đồng là cổ phần của vợ chồng tại Kim khí Hưng Yên, nhưng ông Dũng phải có trách nhiệm trả các khoản nợ của công ty trong thời kỳ xây dựng nhà máy cán thép Hưng Tài (thuộc công ty). Do không còn cổ phần và cổ phần đã được giao cho ông Dũng nên việc điều hành công ty bà Lan đã ủy quyền cho ông Tỉnh và sau đó là ông Mạnh. Tuy không còn cổ phần nhưng bà Lan vẫn là Tổng Giám đốc, song thực tế việc điều hành công ty là do ông Dũng, ông Tỉnh và ông Mạnh điều hành. Đến tháng 7 năm 2007, bà Lan mới bàn giao dư nợ vay và chức vụ Tổng Giám đốc cho bà Toàn. Bà Lan cũng xác nhận việc ông Mạnh và ông Tỉnh đã ký kết các hợp đồng kinh tế với Việt Ý là có sự ủy quyền thường xuyên của bà Lan. Nhưng khi bàn giao công ty, quyền và nghĩa vụ thuộc về bà Toàn và ông Dũng, bà Lan khẳng định trách nhiệm trả nợ đối với nguyên đơn Việt Ý không thuộc nghĩa vụ của bà.

#### Đương sự vắng mặt
Lê Văn Dũng trình bày rằng: mặc dù vợ chồng ông có sự phân chia tài sản trong thời kỳ hôn nhân và ông được sở hữu cổ phần trong công ty nhưng ông cũng chỉ giữ vai trò cố vấn kinh doanh mà không được quyền tham gia ký kết các hợp đồng kinh tế cũng như việc thanh quyết toán, nên ông không có trách nhiệm. Ông không nhất trí việc bị đơn cho rằng ông phải là người có nghĩa vụ trả nợ mà nghĩa vụ đó phải thuộc về bị đơn và bà Toàn. Ông xác nhận ngày 1 tháng 4 năm 2007, ông có ký bản cam kết với bà Toàn. Bản cam kết đó thể hiện tổng giá trị công nợ để hai bên thanh quyết toán với nhau và chỉ có ý nghĩa nội bộ cá nhân ông với bà Toàn để làm cơ sở cho việc thanh quyết toán, bàn giao, nhưng thực sự chưa có việc mua bán cổ phần trong công ty giữa ông và bà Toàn. Hai bên chưa ký kết một hợp đồng mua bán cổ phần nào, còn việc chuyển nhượng cổ phần công ty giữa bà Lan với bà Toàn thế nào ông không biết. Việc nguyên đơn Việt Ý khởi kiện yêu cầu Kim khí Hưng Yên thanh toán nghĩa vụ theo hợp đồng, ông cho rằng về mặt pháp lý thì bị đơn phải chịu trách nhiệm với tư cách pháp nhân. Còn ông không có trách nhiệm với bất cứ khách hàng, đối tác nào, nếu có thì chỉ là trách nhiệm của ông với bị đơn. Ông xin vắng mặt tại tất cả các phiên toà.

## Xét xử các giai đoạn
Vụ án dân sự giữa Việt Ý và Kim khí Hưng Yên trải qua ba kỳ xét xử, bốn lần xét xử lại trong thời gian dài hơn sáu năm từ 2007 đến 2013, lần lượt từ Tòa án nhân dân tỉnh Bắc Ninh, trụ sở tại số 46 đường Nguyễn Gia Thiều, phường Suối Hoa, tỉnh Bắc Ninh; Tòa Phúc thẩm Tòa án nhân dân tối cao tại Hà Nội tại ngõ 2 phố Tôn Thất thuyết, phường Yên Hoà, quận Cầu Giấy, Hà Nội; rồi Hội đồng Thẩm phán Tòa án nhân dân tối cao.

### Lần thứ nhất
Ngày 14 tháng 11 năm 2007, phiên xét xử sơ thẩm ra phán quyết thứ nhất đã diễn ra, Toà án nhân dân tỉnh Bắc Ninh đã quyết định: buộc bị đơn Kim khí Hưng Yên phải trả cho Việt Ý tổng số tiền của bốn hợp đồng 03, 05, 06 và 01 là 24.674.428.500 đồng. Ngoài ra Tòa án cấp sơ thẩm còn quyết định về án phí và quyền kháng cáo của các đương sự. Sau đó, ngày 27 tháng 11, Kim khí Hưng Yên có đơn kháng cáo gửi Tòa Phúc thẩm Tòa án nhân dân tối cao tại Hà Nội.
Ngày 18 tháng 6 năm 2008, Toà phúc thẩm Toà án nhân dân tối cao tại Hà Nội đã quyết định: hủy Bản án kinh doanh, thương mại sơ thẩm của Tòa án nhân dân tỉnh Bắc Ninh. Chuyển hồ sơ vụ án đến Tòa án nhân dân tỉnh Bắc Ninh để giải quyết lại vụ án theo quy định của pháp luật với lý do: Toà án cấp sơ thẩm chưa lấy lời khai của bà Lan, ông Dũng, bà Toàn, ông Tỉnh, ông Mạnh và xác định người tham gia tố tụng từ đó làm rõ trách nhiệm ai là người phải trả nợ cho nguyên đơn Việt Ý; ngoài ra các tài liệu như bản cam kết nhận nợ, các giấy nhận tiền của ông Dũng, giấy uỷ quyền quản lý điều hành công ty, đều là bản photo không có công chứng, chứng thực hợp pháp hoặc có sự đối chiếu với bản chính của Toà án cấp sơ thẩm.

### Lần thứ hai
Sau kỳ phúc thẩm thứ nhất, vụ án được giao lại cho Tòa án nhân dân tỉnh Bắc Ninh xét xử sơ thẩm lần thứ hai. Ngày 23 tháng 10 năm 2008, Toà án nhân dân tỉnh Bắc Ninh đã quyết định trong sở thẩm thứ hai, rằng: tiếp tục buộc bị đơn Kim khí Hưng Yên phải có trách nhiệm trả cho nguyên đơn Việt Ý số tiền của bốn hợp đồng là 31.902.035.179,56 đồng, nhiều hơn 7,0 tỷ đồng so với lần thứ nhất. Tiếp tục không đồng ý, ngày 5 tháng 11 năm 2008, bị đơn có đơn kháng cáo.
Ngày 19 tháng 2 năm 2009, Toà Phúc thẩm Toà án nhân dân tối cao tại Hà Nội đã quyết định trong phúc thẩm lần hai, rằng: hủy bản án kinh doanh, thương mại sơ thẩm thứ hai của Tòa án nhân dân tỉnh Bắc Ninh. Chuyển hồ sơ vụ án cho Tòa án cấp sơ thẩm để giải quyết lại vụ án, với lý do: Tổng giám đốc Việt Ý Đinh Văn Vì chỉ khởi kiện đòi Kim khí Hưng Yên là 12.874.298.683 đồng nhưng người đại diện theo uỷ quyền đã thay đổi liên tục bổ sung yêu cầu khởi kiện là vượt quá phạm vi khởi kiện, vi phạm quy định pháp luật. Tất cả các đơn thay đổi bổ sung yêu cầu khởi kiện này là không phù hợp với pháp luật, Toà án cấp sơ thẩm chấp nhận tất cả yêu cầu của người đại diện là vi phạm nghiêm trọng về tố tụng dân sự nên Toà án cấp phúc thẩm không xét phần kháng cáo về nội dung của Kim khí Hưng Yên.

### Lần thứ ba
Ngày 3 tháng 9 năm 2009, phiên sơ thẩm lần thứ ba đã diễn ra, Toà án nhân dân tỉnh Bắc Ninh đã quyết định: buộc bị đơn Kim khí Hưng Yên phải có trách nhiệm thanh toán trả nguyên đơn Việt Ý số tiền của bốn hợp đồng kinh tế [nêu trên] với tổng số tiền là 28.145.956.647 đồng và phải xuất hóa đơn giá trị gia tăng trả cho nguyên đơn của hai hợp đồng gồm Hợp đồng 06 tương ứng với số tiền hàng là 21.544.992.000 đồng và Hợp đồng 01 tương ứng với số tiền hàng là 30.469.842.000 đồng. Ngoài ra, Tòa án cấp sơ thẩm còn quyết định về án phí, về việc thi hành án và quyền kháng cáo của các đương sự theo quy định của pháp luật.
Một lần nữa phản đối quyết đinh này, ngày 23 tháng 9 năm 2009, bị đơn Kim khí Hưng Yên có đơn kháng cáo. Ngày 5 tháng 4 năm 2010, Toà Phúc thẩm Toà án nhân dân tối cao tại Hà Nội đã quyết định tai kỳ phúc thẩm thứ ba: một lần nữa huỷ bản án kinh doanh, thương mại sơ thẩm của Tòa án nhân dân tỉnh Bắc Ninh. Chuyển hồ sơ vụ án đến Tòa án nhân dân tỉnh Bắc Ninh để giải quyết lại theo quy định của pháp luật.

### Kháng nghị
Khi vụ án được chuyển về Tòa án nhân dân tỉnh Bắc Ninh để xét xử sơ thẩm lại lần thứ tư, ngày 25 tháng 7 năm 2010, Tòa án nhân dân tỉnh Bắc Ninh đã có gửi công văn đề nghị Chánh án Tòa án nhân dân tối cao xem xét lại bản án phúc thẩm theo thủ tục giám đốc thẩm, tức đề xuất việc không xét xử sơ thẩm một lần nữa. Sau đó, ngày 25 tháng 6 năm 2012, Chánh án Tòa án nhân dân tối cao Trương Hòa Bình ra quyết định kháng nghị, đề nghị Hội đồng Thẩm phán Tòa án nhân dân tối cao xét xử theo thủ tục giám đốc thẩm theo hướng hủy bản án kinh doanh, thương mại phúc thẩm trong kỳ phúc thẩm thứ ba của Tòa Phúc thẩm Tòa án nhân dân tối cao tại Hà Nội; giao hồ sơ vụ án cho Tòa phúc thẩm Tòa án nhân dân tối cao tại Hà Nội xét xử phúc thẩm lại theo đúng quy định của pháp luật.

## Giám đốc thẩm
Ngày 15 tháng 3 năm 2013, với yêu cầu kháng nghị của Chánh án Tối cao và sự nhất trí của Viện Kiểm sát, Hội đồng Thẩm phán tối cao đã mở phiên xét xử giám đốc thẩm tại trụ sở tòa ở số 48 đường Lý Thường Kiệt, quận Hoàn Kiếm, Hà Nội. Tại phiên tòa giám đốc thẩm, đại diện Viện kiểm sát nhân dân tối cao đề nghị Hội đồng Thẩm phán Tòa án nhân dân tối cao chấp nhận Kháng nghị của Chánh án nhân dân tối cao.

### Nhận định của tòa án

#### Ủy quyền
Trong phiên giám đốc thẩm, Hội đồng Thẩm phán có những nhận định về vụ án. Về giao dịch, từ tháng 10 năm 2006 đến tháng 2 năm 2007, hai bên đã ký với nhau bốn hợp đồng kinh tế. Thời điểm các bên ký kết hợp đồng, về phía bị đơn Kim khí Hưng Yên, Lê Thị Ngọc Lan vẫn là người đại diện theo pháp luật, căn cứ theo giấy chứng nhận đăng ký kinh doanh của công ty. Tại giấy ủy quyền năm 2005 khi ký Hợp đồng 05, bà Lan đã ủy quyền quản lý và điều hành công ty cho Phó Tổng giám đốc Nguyễn Văn Tỉnh. Theo đó, ông Tỉnh chịu trách nhiệm đại diện công ty trong các mối quan hệ với ngân hàng, các tổ chức, cá nhân và các cơ quan hữu quan khác để bảo đảm cho sự hoạt động bình thường của công ty; thay mặt công ty thực hiện các giao dịch dân sự, kinh tế và thương mại trong phạm vi ngành nghề kinh doanh của công ty. Sau đó, bà Lan có giấy uỷ quyền ký Hợp đồng 05, ủy quyền quản lý và điều hành công ty cho Phó Tổng giám đốc Lê Văn Mạnh, với nội dung tương tự.
Việc bà Lan có các giấy uỷ quyền nói trên dẫn tới việc ông Tỉnh, ông Mạnh có quyền ký kết các hợp đồng kinh tế là hoàn toàn hợp pháp. Ông Tỉnh, ông Mạnh là người ký kết hợp đồng nhân danh pháp nhân, không phải nhân danh cá nhân nên không có quyền lợi, nghĩa vụ liên quan trong vụ án. Vì vậy, không thể xác định ông Tỉnh và ông Mạnh là người có quyền lợi, nghĩa vụ liên quan trong vụ án này như yêu cầu của phía bị đơn cũng như nhận định của Toà án cấp phúc thẩm.

#### Nghĩa vụ bên thứ ba
Tòa án cấp phúc thẩm căn cứ vào bản thỏa thuận chia tài sản chung trong thời kỳ hôn nhân giữa vợ chồng Lê Thị Ngọc Lan, Lê Văn Dũng và bản cam kết về nợ của bị đơn giữa Lê Văn Dũng và Nguyễn Thị Toàn để cho rằng ông Dũng, bà Lan, bà Toàn đều là người có quyền lợi, nghĩa vụ liên quan cũng là không đúng. Bởi lẽ, việc chia tài sản chung của vợ chồng trong thời kỳ hôn nhân giữa ông Dũng và bà Lan; việc bà Toàn và ông Dũng có thỏa thuận với nhau về trách nhiệm thanh toán các khoản nợ là việc nội bộ của Kim khí Hưng Yên. Việc cam kết về nợ giữa ông Dũng và bà Toàn chưa được bên có quyền là Việt Ý đồng ý. Như vậy, việc chuyển giao quyền này chưa được bên có quyền tức Việt Ý đồng ý, do đó không hợp pháp. Quá trình giải quyết vụ án, ông Dũng, bà Lan đã có lời khai rõ ràng về việc thoả thuận chia tài sản chung của vợ chồng về việc ký kết hợp đồng với Việt Ý, về trách nhiệm của Kim khí Hưng Yên trong việc thực hiện nghĩa vụ theo hợp đồng; ông Dũng cũng đã có yêu cầu không tham gia phiên toà. Vì vậy, việc triệu tập ông Dũng, bà Lan để lấy lời khai và đối chất như nhận định của Toà án cấp phúc thẩm là không cần thiết. Từ đó, Tòa án cấp phúc thẩm đã tuyên hủy bản án kinh doanh, thương mại sơ thẩm lần thứ ba của Tòa án sơ thẩm; chuyển hồ sơ vụ án đến Tòa án nhân dân tỉnh Bắc Ninh để giải quyết lại là không đúng pháp luật.

#### Tổn thất của nguyên đơn
Nhận định của Hội đồng Thẩm phán Tòa án nhân dân tối cao, Quyết định 07/2013/KDTM-GĐT.
Về nội dung: quá trình thực hiện hợp đồng, nguyên đơn Việt Ý đã chuyển tiền bằng ủy nhiệm chi cho bị đơn Kim khí Hưng Yên; bị đơn cũng đã giao hàng cho nguyên đơn, thể hiện qua các biên bản giao hàng đều có dấu của bị đơn. Do đó, trong trường hợp này, bị đơn phải có trách nhiệm thanh toán các khoản nợ cho nguyên đơn.
Bị đơn thực hiện không đúng cam kết như trong hợp đồng, giao không đủ hàng cho nguyên đơn, nên nguyên đơn đã khởi kiện yêu cầu Toà án buộc bị đơn hoàn trả số tiền hàng đã nhận; khoản tương đương với số hàng chưa giao; tiền lãi do chậm thanh toán; tiền phạt hợp đồng; tiền bồi thường thiệt hại trong việc do không giao hàng nên nguyên đơn đã phải mua của đơn vị khác và phải trả tiền cao hơn so với giá đã thoả thuận với bị đơn là có căn cứ. Tuy nhiên, khi quyết định về những khoản tiền mà bị đơn phải trả cho nguyên đơn, Tòa án cấp sơ thẩm đã tính toán chưa chính xác.
Về phạt vi phạm hợp đồng: hai bên thỏa thuận rằng một bên phải chịu phạt 2% giá trị đơn hàng đã được xác nhận khi bên đó vi phạm một trong các trường hợp như giao hàng không đúng chủng loại, không giao hàng. Như vậy, bị đơn không giao đủ hàng cho nguyên đơn thì phải bị phạt vi phạm là 2% trên giá trị phần nghĩa vụ hợp đồng bị vi phạm theo quy định pháp luật. Tòa án cấp sơ thẩm chấp nhận yêu cầu phạt vi phạm hợp đồng của nguyên đơn là có căn cứ, tuy nhiên lại tính lãi trên số tiền phạt vi phạm hợp đồng là không đúng.
Về số tiền bồi thường thiệt hại: theo trình bày của đại điện nguyên đơn, là do bị đơn vi phạm hợp đồng không giao đủ hàng, nên nguyên đơn phải mua phôi thép của nhà sản xuất khác để đảm bảo cho việc sản xuất và kinh doanh của công ty với giá cao hơn. Tòa án cấp sơ thẩm chỉ căn cứ vào các hợp đồng mua bán phôi thép mà nguyên đơn ký với nhà sản xuất khác để buộc bị đơn phải trả cho nguyên đơn khoản tiền chênh lệch do phải mua hàng với giá cao hơn, nhưng chưa xem xét làm rõ, việc mua hàng của nhà sản xuất khác này có đúng là để bù vào số hàng còn thiếu do bị đơn không giao đủ để đảm bảo cho việc sản xuất kinh doanh theo kế hoạch đã đặt ra hay không, về vấn đề này Tòa án cần phải yêu cầu nguyên đơn cung cấp tài liệu, chứng cứ (như đơn đặt hàng của bên thứ ba, kế hoạch sản xuất kinh doanh) để chứng minh thiệt hại thực tế xảy ra, từ đó mới có căn cứ buộc bị đơn thanh toán số tiền bồi thường thiệt hại cho phù hợp. Ngoài ra, Tòa án cấp sơ thẩm còn tính cả tiền lãi của khoản tiền bồi thường thiệt hại là không đúng với quy định.

### Quyết định
Từ nhận định này, Hội đồng Thẩm phán Tòa án nhân dân tối cao ra quyết định: hủy bản án kinh doanh, thương mại phúc thẩm lần thứ ba của Tòa phúc thẩm Tòa án nhân dân tối cao tại Hà Nội và bản án kinh doanh, thương mại sơ thẩm lần thứ ba của Toà án nhân dân tỉnh Bắc Ninh; giao hồ sơ vụ án cho Toà án nhân dân tỉnh Bắc Ninh xét xử sơ thẩm lại lần thứ tư theo đúng quy định của pháp luật và theo nhận định được nêu trên của Hội đồng Thẩm phán Tòa án nhân dân tối cao.